# جایو لافی
جایو لافی (به اسپانیایی: Jayu Laqhi) یک کوه در پرو است که در Peru, Arequipa Region, Puno Region واقع شده‌است. جایو لافی ۴٬۶۰۰ متر بالاتر از سطح دریا واقع شده‌است.